# Kabinett Engholm II
Das Kabinett Engholm II bildete vom 5. Mai 1992 bis zum 19. Mai 1993 die Landesregierung von Schleswig-Holstein. Ab dem 4. Mai 1993 nahm das Kabinett die Aufgaben der Landesregierung geschäftsführend wahr.
| Amt                                              | Name                                                           | Partei | Partei    |
| ------------------------------------------------ | -------------------------------------------------------------- | ------ | --------- |
| Ministerpräsident                                | Björn Engholm bis 4. Mai 1993                                  |        | SPD       |
| Stellvertreter des Ministerpräsidenten           | Günther Jansen bis 5. März 1993 Heide Simonis ab 10. März 1993 |        | SPD       |
| Inneres                                          | Hans Peter Bull                                                |        | SPD       |
| Justiz                                           | Klaus Klingner                                                 |        | SPD       |
| Finanzen                                         | Heide Simonis                                                  |        | SPD       |
| Wirtschaft, Technik und Verkehr                  | Uwe Thomas                                                     |        | SPD       |
| Arbeit, Soziales, Jugend, Gesundheit und Energie | Günther Jansen bis 23. März 1993 Claus Möller ab 24. März 1993 |        | SPD       |
| Natur, Umwelt und Landesentwicklung              | Berndt Heydemann                                               |        | parteilos |
| Ernährung, Landwirtschaft, Forsten und Fischerei | Hans Wiesen                                                    |        | SPD       |
| Bildung, Wissenschaft, Kultur und Sport          | Marianne Tidick                                                |        | SPD       |
| Frauen                                           | Gisela Böhrk                                                   |        | SPD       |
| Bundes- und Europaangelegenheiten                | Gerd Walter                                                    |        | SPD       |